# Saint-Péravy-la-Colombe
Saint-Péravy-la-Colombe – miejscowość i gmina we Francji, w Regionie Centralnym, w departamencie Loiret.
Według danych na rok 1990 gminę zamieszkiwało 566 osób, a gęstość zaludnienia wynosiła 30 osób/km² (wśród 1842 gmin Regionu Centralnego Saint-Péravy-la-Colombe plasuje się na 629. miejscu pod względem liczby ludności, natomiast pod względem powierzchni na miejscu 698.).